# Eifelpark
Koordinaten: 49° 57′ 46″ N, 6° 37′ 3″ O
Der Eifelpark ist ein Wild- und Freizeitpark in Gondorf bei Bitburg in der Eifel für die Zielgruppe Familien mit Kindern bis ca. 14 Jahren.

## Geschichte
Im Jahre 1964 wurde der Eifelpark unter der Bezeichnung „Hochwildpark Eifel“ als erstes Wildfreigehege der Bundesrepublik Deutschland eröffnet. Mit der Einführung der Braunbären übernahm 1969 Berlin die Patenschaft für die Bärenschlucht. 1975 eröffnet der damalige Ministerpräsident von Rheinland-Pfalz, Helmut Kohl, den neuen Bergwildpark im Eifelpark. In den darauffolgenden Jahren kamen weitere Attraktionen (wie z. B. Rutschenparadies, Achterbahn, Eifel-Express, Hüpfkissen, Allwetter-Rodelbahn) hinzu.
2003 meldete die Schulte-Wrede-Gruppe, der neben dem Eifelpark auch zwei weitere Freizeitparks in Deutschland gehörten, Insolvenz an. Die Auffanggesellschaft BeCa Immobilien mit Geschäftsführer Bernd Capellen übernahm die Geschäftsanteile der Gruppe, mit dem Ziel, die Parks zu verkaufen oder abzuwickeln. Während es gelang, innerhalb weniger Monaten zwei der drei Parks zu verkaufen, fand sich für den Eifelpark kein Käufer. Für den auf Zeit ausgelegten Betrieb des Parks wurde die Eifelpark GmbH gegründet. Für seine Arbeit als Geschäftsführer bezog Geschäftsführer Bernd  Capellen weder Gehalt noch Aufwandsentschädigung. In einem Interview bezeichnete er seine Tätigkeit als Geschäftsführer als „sein persönliches Hobby“. Zwischen 2004 und 2013 wurde der Eifelpark, der bis dahin zusammen mit dem Kurpfalz-Park und dem Panorama-Park geführt wurde, aus Haan (bei Düsseldorf) verwaltet.
Anfang 2009 zogen sechs kanadische Timberwölfe in das Gehege neben der naturbelassenen Bärenschlucht ein.
Im Jahr 2012 schloss erstmals, anders als in den vorangegangenen Jahren, nach Ablauf der Saison nicht nur der Freizeitpark, sondern auch der Wildpark. Elf Mitarbeitern wurde gekündigt, und nur drei blieben weiter angestellt, um sich um die Tiere zu kümmern. In jener Saison besuchten zudem erstmals unter 100 000 Besucher den Park. Im Dezember 2012 meldete der Betreiber Insolvenz an. Vorausgegangen war ein langjähriger Streit zwischen Gemeinde und Betreiber um die Höhe der Pacht für 300 Stellplätze. Nach dem Insolvenzantrag meldeten sich noch im Januar 2013 die ersten Interessenten.
Die Saison 2013 wurde mit knapp 60.000 Besuchern eine Woche vor dem ursprünglich geplanten Datum abgeschlossen. Als Grund für die vorzeitige Schließung nannte Betreiber Bernd Capellen eine mögliche Asbestbelastung der einstigen Sommerrodelbahn.
Seit 16. Oktober 2013 hat der Park mit der Schaustellerfamilie Alexander Goetzke / Nadine Löwenthal aus München neue Besitzer. Erklärtes Ziel war, die Besucherzahlen auf ca. 120.000 Besucher pro Jahr zu steigern. Am 5. April 2014 wurde der Park mit 10.000 Besuchern neu eröffnet.
In der Saison 2014 wurden die Familienachterbahn Eifel-Blitz vom Typ Big Apple, verschiedene Autoscooter, ein Karussell und weitere Attraktionen eröffnet. Im gleichen Jahr fanden zudem Renovierungsarbeiten sowie Investitionen i.H.v. 3,5 Mio. € statt. Aufgrund der anhaltenden Bauarbeiten wurde der Eintrittspreis gesenkt. Das im Jahr 2013 formulierte Ziel von 120.000 Besuchern wurde in der Saison 2014 mit 160.000 Besuchern übertroffen. Über 96 Mitarbeiter beschäftigte der Park in jener Saison.
2015 erweiterten die Gondorfer Piratenschlacht (ein Splash Battle) und die Eifler Wasserjagd (ein JetSki im Krokodilstil von Heege) das Angebot des Parks.
Im Jahr 2017 und 2018 besuchten 220.000 Besucher den Park.
Zur Saison 2022 kamen drei neue Attraktionen in den Park, davon zwei Fahrgeschäfte: Platzhirsch, eine 50 Meter hohe und 90 km/h schnelle Booster-Schaukel, sowie Wildwechsel, ein interaktives Familienfahrgeschäft, bei welchem im Kreis fahrende Fahrzeuge per Steuerhebel zum Driften gebracht werden können.

## Attraktionen

### Achterbahnen
| Name                     | Typ                           | Hersteller                  | Eröffnungsjahr | Hinweise | Weblinks |
| ------------------------ | ----------------------------- | --------------------------- | -------------- | --- | -------- |
| Eifel Blitz              | Familienachterbahn, Big Apple | DAL Amusement Rides Company | 2014           | Wurde ursprünglich 2008 oder früher in Trampoline als Achterbahn eröffnet. 2015 wurde die Bahn komplett restauriert. |          |
| Eifel-Coaster            | Alpine-Coaster                | Wiegand                     | 2006           | Streckenlänge: 765 m, ersetzt die vormals an gleicher Stelle stehende Transmobilbahn (Auffahrt und Transport der Bobs) sowie Sommerrodelbahn (Abfahrt), welche häufiger zu Ausfällen neigte und zudem auch nur bei trockenem Wetter befahrbar waren.                                                             |          |
| Käpt’n Jack’s Wilde Maus | Wilde Maus                    | Maurer Rides                | 2017           | Die Bahn wurde ursprünglich 1998 oder früher in Dreamland Margate als Wild Mouse eröffnet und befand sich dort bis 2004. Danach machte die Bahn von 2005 bis 2009 als Rat in Loudoun Castle Halt. Von 2010 bis 2016 befand sie sich als Holly’s Wilde Autofahrt im Holiday Park, bevor sie in den Eifelpark kam. |          |

#### Ehemalige Achterbahnen
| Name                | Typ                | Hersteller   | Eröffnungsjahr | Schließungsjahr | Hinweise                                                                                  | Weblinks |
| ------------------- | ------------------ | ------------ | -------------- | --------------- | ----------------------------------------------------------------------------------------- | -------- |
| Familien-Achterbahn | Familienachterbahn | Zierer Rides | 1995           | 2012            | Ab 2014 befand sich die Bahn als Force One Coaster im indonesischen Kid City (Tangerang). |          |

### Weitere Attraktionen
- Wildwasserbahn Pirateninsel (Hersteller Mack Rides)
- Platzhirsch - Booster Loopingkarussell (Hersteller Funtime)[16]
- Krähennest, 14 Meter Familien-Freifallturm (Hersteller Zierer)
- Wellenflug-Kettenkarussell (Fliegenpilz)1
- Wildwechsel - interaktives Drifter Karussell (Hersteller Inno-Heege)[17]
- Seeräubers Kanonenritt (Prototyp, Hersteller Inno-Heege)
- Wegebahn Eifel-Express
- Wasserspielplatz
- Baustellenfahrt
- Autoscooter Tatzes Boxautos
- Kinder-Autoscooter Purzels Fahrschule
- Wasserscooter
- Pony-Express
- Pferdekarussell
- Kinderkarussell
- Bungee-Trampolin
- Trampoline
- Freifallrutsche mit 60 % Gefälle, 40 m lang
- Röhrenkurvenrutsche und Wellenrutschbahn
- Tretboote
- Eifel-Ring (Elektroautos)
- Elmars Baggerschule (Kinder Elektrobagger)
- Abenteuerspielplätze
- viele Spielplätze
- Bergwildpark (über 200 Tiere) mit 3,5 km langem Rundweg, Braunbären-Schlucht[18] und Luchs-Station, Wildschweine, Rot- und Damwild
- Eifelbauernhof mit Streichelzoo mit Zwergziegen
- Waldlehrpfad

## Shows
- Verschiedene Shows im Waldtheater sowie auf der Eventwiese
- tägliche Tierfütterungen
- Hundeshow (an Wochenenden und Feiertagen)

## Trivia
Im Mai 2008 haben sich die Maskottchen Petz und Petzi des Eifelparks „verlobt“ und zu dieser Feier 82 andere Maskottchen aus ganz Deutschland eingeladen. Damit sollte ein neuer deutscher und europäischer Rekord im Maskottchenzusammentreffen aufgestellt werden.
(Mittlerweile heißen die Maskottchen Purzel und Tatze.)